# کریستو رومرو
کریستو رومرو (انگلیسی: Cristo Romero؛ زادهٔ ۳۰ آوریل ۲۰۰۰) بازیکن فوتبال اهل اسپانیا است.